# Santaheinäjärvi
Santaheinäjärvi är en sjö i kommunen Enare i landskapet Lappland i Finland. Arean är 37 hektar och strandlinjen är 4,92 kilometer lång. Sjön  ingår i Pasvik älvs huvudavrinningsområde.   Den ligger omkring 340 kilometer norr om Rovaniemi och omkring 1000 kilometer norr om Helsingfors. 
Santaheinäjärvi ligger nordöst om Katosjärvi. Santaheinäjärvi ligger sydöst om Kyyneljärvi och Vuopajajärvi. 